# Orbán-hegy
Az Orbán-hegy Budapest XII. kerületében található.

## Leírása
Voltaképpen a tőle távolabb, délnyugatra magasodó Széchenyi-hegy tömbjéhez tartozik, akárcsak az északnyugatra található Isten-hegy és a hozzá képest déli kiemelkedésű Márton-hegy. Észak-keleti irányban a beépítetlen csúcsáról a Kis-Sváb-hegy könnyen felismerhető. Legmagasabb pontja 296 méter. Alapkőzete a lösszel fedett budai márga.
Lejtőin a középkorban a szerviták szőlői termettek. A régi közhit Szent Orbánt tartotta a szőlő védőszentjének, a hegy feltehetően az itt felállított szobráról kapta a nevét. A Kis-Sváb-heggyel összekötő nyergében, 193 méter magasan van az Orbán tér, ami több út csomópontja. Itt állt egykor a Gerlitzy-oltár, melyet a hagyomány szerint Martinovics Ignác és társai emlékére emeltek.
1938 júliusában a Garády Sándor vezette ásatások során megtalálták a Sváb-hegyi középkori vízvezeték nyomait, de a tér környezetében római kori leletek is előkerültek. A tér szélén fakadt egykor az Orbán-forrás (más néven Ágnes-forrás vagy Fodor utcai forrás), melyet később áthelyeztek, és vize az áthelyezéssel megszökött.